# Ectemnius sexcinctus
Ectemnius sexcinctus ist ein Hautflügler aus der Familie der Crabronidae. 

## Merkmale
Die Wespe erreicht eine Körperlänge von 11 bis 17 Millimetern (Weibchen) beziehungsweise 10 bis 14 Millimetern (Männchen). Ectemnius sexcinctus ist mit einigen sehr ähnlichen verwandten Arten der Gattung Ectemnius zu verwechseln. Bei den Weibchen ist der Clypeus golden behaart. Ihre Sternite sind am Apex gelb gefleckt. Bei den Männchen ist das fünfte Glied der Fühler dreimal länger als breit und trägt ein Haarbüschel auf dem dort sitzenden Zahn. Die Tergite des Hinterleibs tragen alle eine gelbe Binde.

## Vorkommen
Die Art ist in Europa bis in den Süden Schwedens und in Asien bis in den Westen Chinas sowie in Nordamerika verbreitet. Sie besiedelt verschiedene trockene bis feuchte Lebensräume mit Totholz, auch im Siedlungsbereich des Menschen und tritt bis 800 Meter Seehöhe auf. Die Tiere fliegen in zwei Generationen von Juni bis September. Die Art tritt im Süden verbreitet, im Norden häufig auf.

## Lebensweise
Die Imagines ernähren sich von Nektar von Doldenblütlern. Die Weibchen legen ihre Nester bevorzugt sonnenexponiert in morschem Totholz oder in Bohrgängen im Holz an. Im Siedlungsgebiet des Menschen hat man Nester in Schaumpolystyrol und in morschem Fachwerk nachgewiesen. Es kommt vor, dass die Nester gemeinschaftlich angelegt werden, mitunter wird sogar der gleiche Nesteingang als Ausgangspunkt mehrerer Nester verwendet. Das Nest kann bei idealen Platzbedingungen stark verzweigt und traubenförmig angelegt werden. Solche Nestsysteme können auch von mehreren Generationen hintereinander verwendet werden, wobei das Nest dann jedes Mal gesäubert und auch weiter ausgebaut wird. Das abgenagte Holzmaterial sammelt sich unter dem Nesteingang zu einem Haufen. Der Nesteingang kann sich knapp über dem Boden, wie auch in über 10 Meter Höhe befinden. Die Brut wird hauptsächlich mit Schwebfliegen (Syrphidae) versorgt. Die Weibchen erbeuten ihre Opfer, indem sie sich vorsichtig anschleichen um sie dann zu überwältigen.